# Daniel Sprong
Daniel Sprong (Ámsterdam, Países Bajos, 17 de marzo de 1997) es un jugador profesional neerlandés de hockey sobre hielo que se desempeña en la posición de extremo derecho en Vancouver Canucks, equipo de la National Hockey League (NHL).

## Carrera
Fue seleccionado en la segunda ronda en la NHL Entry Draft de 2015. Hizo su debut en la NHL con el equipo Pittsburgh Penguins, en el cual jugó tres temporadas (2015-2016, 2017-2018), después pasó por varios equipos, Anaheim Ducks (2018-2020), Washington Capitals (2020-2021), Seattle Kraken (2021-2023), Detroit Red Wings (2023-2024), y finalmente a Vancouver Canucks.